# Карпентарія
Карпента́рія (англ. Gulf of Carpentaria) — затока Арафурського моря біля північних берегів Австралії, між півостровами Кейп-Йорк і Арнемленд. Площа 328 000 км², довжина 600 км, глибина до 71 м.
Середня місячна температура води на поверхні в більшій частині затоки взимку 23—25 °C, влітку 29 °C. Солоність 34,8 ‰. Припливи неправильні півдобові, їх величина до 3,2 м. Біля берегів сильні припливно-відпливні течії.
У затоці розташовані острови Веслі, Ґрут-Айленд та Бікертон. В затоку впадає річка Фліндерс.
В затоці можна побачити рідкісне метеорологічне явище — ранкову ґлорію.

## Історія
З затоки Карпентарія почалось дослідження європейцями Австралії. Перше достовірне повідомлення про спостереження європейцями австралійської території сягає 1606 року, коли експедиція Віллема Янзсона на судні «Дейфкен» досліджувала затоку Карпентарія і висадились на берег на півострові Кейп-Йорк. Через 17 років в 1623 році експедиція Яна Карстенсона та Віллєма ван Колстердта на суднах «Пера» і «Арнем», ідучи від Нової Гвінеї на південь, зайшли в велику затоку, берег якої був досліджений у пошуках придатної до споживання прісної води. По назві одного з суден свою назву отримав півострів Арнемленд, затока тоді отримала назву Карпентарія на честь Пітера де Карпентьє. Картенс схарактеризував цей плоский та незмінний берег як «Самий безплідний на землі», а його жителів як «самих бідних і жалюгідних людей». У 1802 році англійський мореплавець Метью Фліндерс досліджував східне і північне узбережжя Австралії й провів знімання затоки.

## Географія

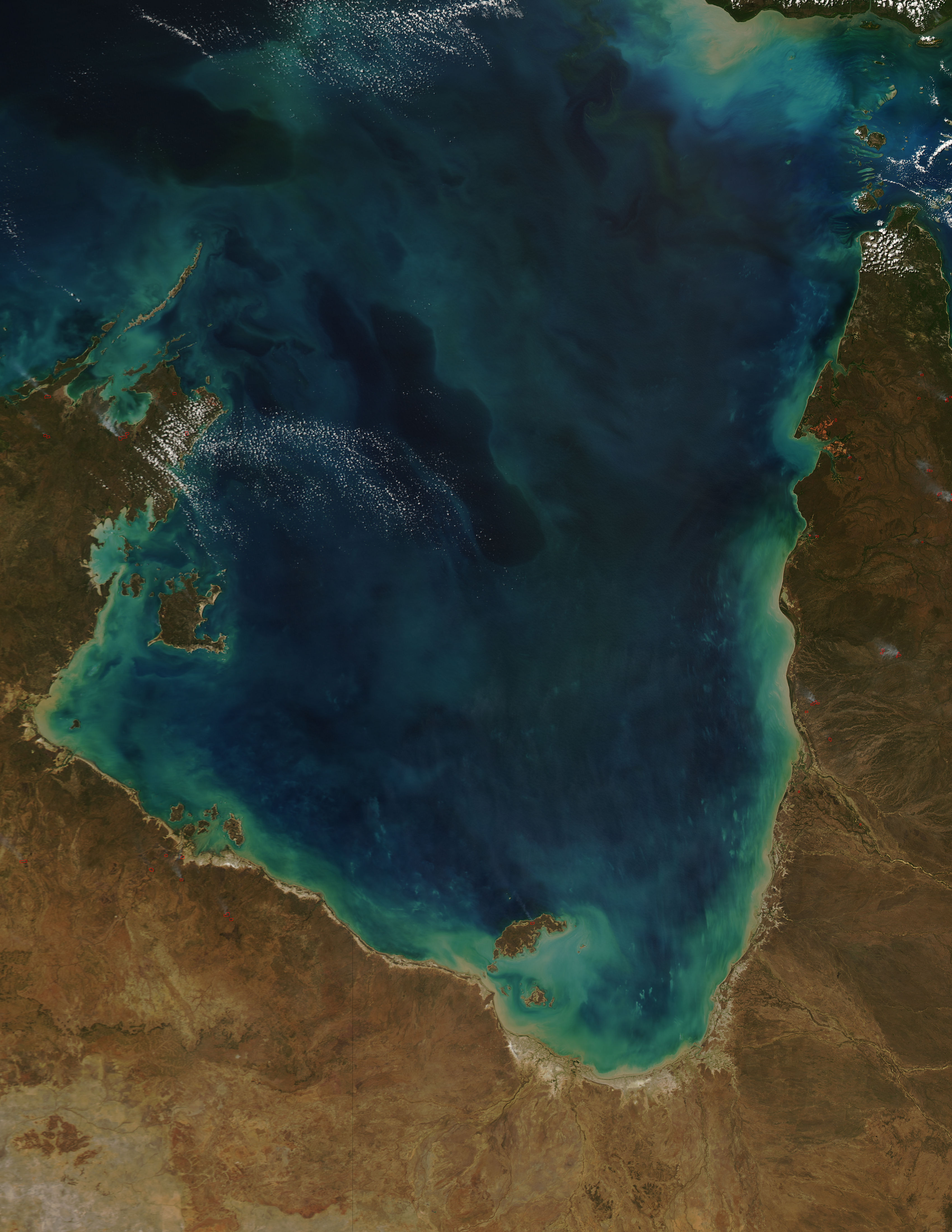
Космічна зйомка затоки Карпентарія

Землі, які межують із затокою, як правило, плоскі і низинні. На заході півострова Арнемленд, розташований верхній кінець краю Топ Енд, і Ґрот Ейландт, найбільший острів затоки. Район на південь (півострів Кейп-Йорк, частина Квінсленда) відомий як Земля Заток або просто «заток».

## Клімат
Акваторія затоки лежить в субекваторіальному кліматичному поясі. У зимові місяці переважають екваторіальні повітряні маси, в літні — тропічні. Сезонні амплітуди температури повітря незначні. У літньо-осінній період часто формуються тропічні циклони. Загалом зволоження недостатнє, відчувається посушливий вплив великої території суходолу Австралії, що оточує затоку з трьох сторін.
Чітко простежуються два сезони. Сухий сезон триває з квітня до близько листопада, і характеризується дуже сухими південно-східними та східними вітрами, породжених міграцією зимових систем високого тиску на південь. Вологий сезон триває з грудня по березень. У ці місяці випадає більшість опадів, і протягом цього періоду, багато низинних районів затоплюються. У затоці формуються тропічні циклони в період між листопадом і квітнем. За сезон затокою проходять, в середньому, три циклони.
У вересні та жовтні в затоці можна побачити таке атмосферне явище, як ранкову ґлорію, яке з'являється в південній частині затоки. Найкраще це явище можна спостерігати в області Беркетаун незабаром після світанку.